# Goryphus trochanteratus
Goryphus trochanteratus är en stekelart som först beskrevs av Szepligeti 1907.  Goryphus trochanteratus ingår i släktet Goryphus och familjen brokparasitsteklar. Inga underarter finns listade i Catalogue of Life.